# الشاد رسولف
الشاد رسولف (انگلیسی: Elshod Rasulov؛ زادهٔ ۷ مارس ۱۹۸۶) بوکسور اهل ازبکستان است.